# الضرابنة (الضرابنة)
الضرابنة هو دُوَّار يقع بجماعة بوسكورة، إقليم النواصر، جهة الدار البيضاء سطات في المملكة المغربية. ينتمي الدوّار لمشيخة الضرابنة التي تضم دوار واحد. يقدر عدد سكانه بـ 5031 نسمة حسب الإحصاء الرسمي للسكان والسكنى لسنة 2004.

## روابط خارجية
- البوابة الوطنية للجماعات الترابية
- المندوبية السامية للتخطيط